# Kurt Waldheim
Kurt Waldheim, avstrijski častnik, pravnik, diplomat in politik, * 21. december 1918, Sankt Andrä-Wördern, Spodnja Avstrija, † 14. junij 2007, Dunaj.
Waldheim je bil generalni sekretar OZN (1972-1981) in predsednik Avstrije (1986-1992).